# Harley-Davidson Sportster

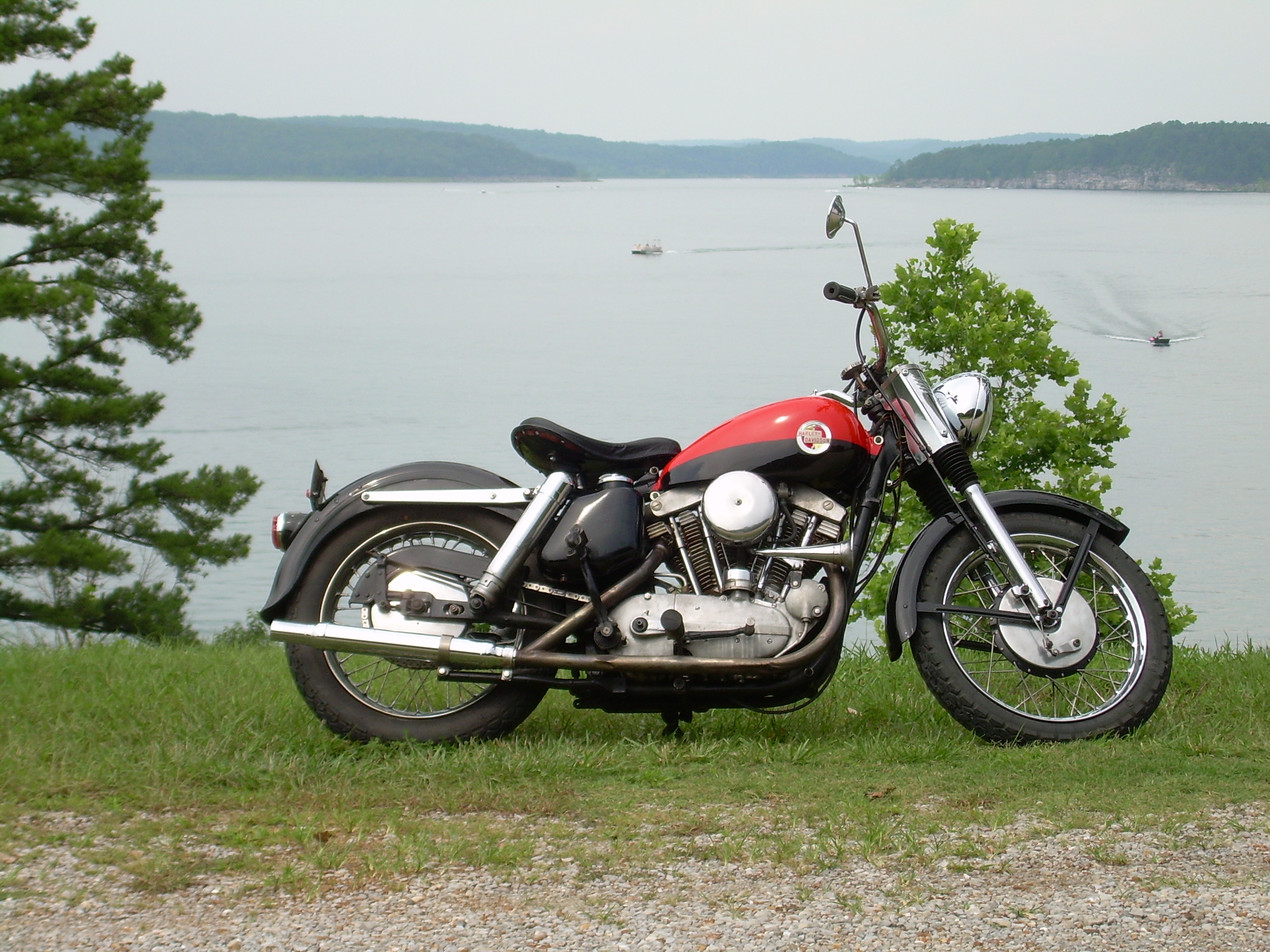
La prima Sportster del 1957

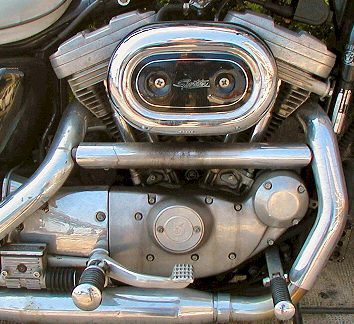
Particolare del V-Twin da 883 cc a carburatore

La Sportster è uno dei modelli più famosi della casa motociclistica Harley-Davidson nonché il più longevo.
La Motocicletta Sportster (anche detta Sporty) entrata in produzione nel 1957, è possibile acquistarla ancora oggi con lo stesso nome, estetica simile e con la stessa tecnologia di base, seppur aggiornata nel tempo.
Originariamente venne introdotta nella gamma Harley per insidiare le vendite delle moto sportive inglesi, in particolar modo le Triumph, molto in voga alla fine degli anni '50 in America, colmando quindi il vuoto nella gamma HD al di sotto dei modelli motorizzati Panhead (cosiddetti 'Big Twin'). La prima pubblicità della nuova Sportster la reclamizzava per il suo nuovo look, per la sua potenza e per la nuova eccitante esperienza di guida.
È una motocicletta sprovvista di carenature protettive, dalla linea classica ma sportiva nell'accezione più tradizionale del termine; nella maggior parte degli allestimenti la linea è storicamente caratterizzata dalla forma a nocciolina ('peanut' in inglese) del singolare piccolo serbatoio, originariamente della capacità massima di soli 8,5 l, successivamente aumentata a 12 l e oltre.

## Carattere ed evoluzione del modello

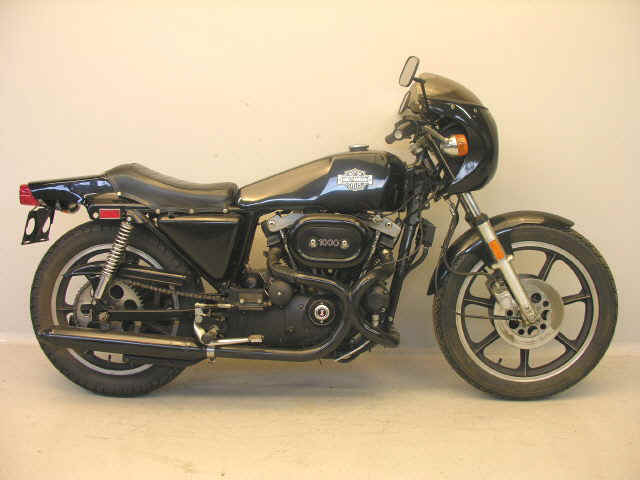
La rara XLCR 'cafè racer' del 1978

Il suo predecessore, il modello K è stato introdotto nel 1952, e si differenziava dagli altri modelli della casa per avere il blocco cambio più stretto oltre che parte integrante del blocco motore, il che permetteva di avere una moto più agile e compatta. Fu la prima motocicletta di casa Harley dotata di sospensioni posteriori.
Per i primi anni della sua produzione 1952-1953 l'unica cilindrata disponibile era 750 cm³ (modelli K e KK). Dal 1954 la cubatura è stata aumentata a 888 cm³ (modello KH e KHK).
Dal 1957 con l'avvento della serie XL e del nuovo motore "ironhead" il modello viene definitivamente chiamato Sportster venduto in due diverse motorizzazioni, 883 cm³ e 1000 cm³ (solo nel 1986 verrà portato a 1200 cm³).
Harley-Davidson Iron 883 era inoltre dotata di ruote in alluminio pressofuso a nove razze che riducevano il peso complessivo della moto di 3,63 kg rispetto al modello precedente (modello KH). I sedili erano più comodi rispetto ai modelli precedenti e offrivano una guida più fluida.
Le motorizzazioni attualmente sono due, entrambe basate sul propulsore Harley-Davidson Evolution: 883 e 1.202 centimetri cubici (in precedenza la cilindrata maggiore era di 1.100). Da notare che la cilindrata minore resiste sin dal 1957. Con l'introduzione dell'XL nel 1957 vengono anche adottati gli stemmi identificativi Harley-Davidson circolari in plastica.
Nel primo anno di vita del modello vennero prodotte 1.983 Sportster vendute a 1.103$.
Il propulsore è un classico V di 45° con distribuzione ad aste e bilancieri, raffreddato ad aria, avente due valvole in testa per cilindro (configurazione mai mutata nella storia del modello); sino al 2004 veniva montato direttamente sul telaio, senza la presenza di sistemi di ammortizzamento (da cui le celebri 'good vibrations' trasmesse alle braccia del pilota).
Dal 1991 il cambio è a cinque rapporti (in precedenza quattro) come sul resto della gamma Harley.
Sin dagli anni '50 la Casa di Milwaukee produce numerose versioni della Sportster, caratterizzate da maggiore sportività o dalla presenza di più accessori per il mototurismo, spesso destinate a sparire o cambiare denominazione dopo un solo anno di produzione.
Nel corso dei decenni la semplicità, l'economicità e la versatilità di questo modello (caratteristiche intrinseche mai venute meno) hanno trasformato la Sportster in un vero e proprio fenomeno di culto del mondo motociclistico.
Il cambiamento certamente più radicale, avvenuto nell'evoluzione del modello, è costituito dalla completa riprogettazione delle due unità propulsive, avvenuta nel 1986 con la nascita della versione Sportster del motore Evolution (nel frattempo presentato nel 1984 sulla Softail, che mandò in pensione l'ormai obsoleto motore 'Iron head', nato all'epoca del propulsore Shovelhead: oltre alla 883 venne introdotta una versione più sportiva di 1.098 cm³ che poi, nel 1988 a seguito di ulteriori perfezionamenti, raggiunse l'attuale cilindrata di 1.202 cm³. 
Le migliorie furono radicali: oltre all'incremento della cilindrata, il blocco motore divenne in alluminio (precedentemente era in ghisa), poi vennero migliorate distribuzione e lubrificazione, furono introdotti la trasmissione a cinghia dentata in Kevlar nel 1992 (prima a catena) ed il cambio a 5 marce (come già detto nel 1991), vennero ridotti i consumi, furono migliorati il sistema di raffreddamento ad aria, la curva di coppia, le prestazioni in genere ed il peso.
Per assistere ad altre modifiche importanti bisogna attendere il 2004, allorquando Harley-Davidson modifica la motocicletta sia per quanto riguarda il telaio, introducendo i cosiddetti "silent block" che consentono di trasmettere in misura minore le vibrazioni del bicilindrico HD alla doppia culla, sia per quanto riguarda altre parti meccaniche, ad esempio il serbatoio dell'olio (che ora ha il tappo a scomparsa anziché a "imbuto fisso"). Anche il motore Evolution viene rivisitato profondamente: miglior raffreddamento grazie ad alette e teste dei cilindri ridimensionate e pistoni più leggeri. Bielle alleggerite, alberi a camme ad elevate prestazioni, teste con aumentata portata di gas, consentono migliorie nella erogazione della coppia e il regime aumenta a 6.000 giri (dai 5.500 precedenti).
In questo periodo la famiglia conta solo quattro modelli contro i sette del 2003, ma completamente rinnovati in profondità.

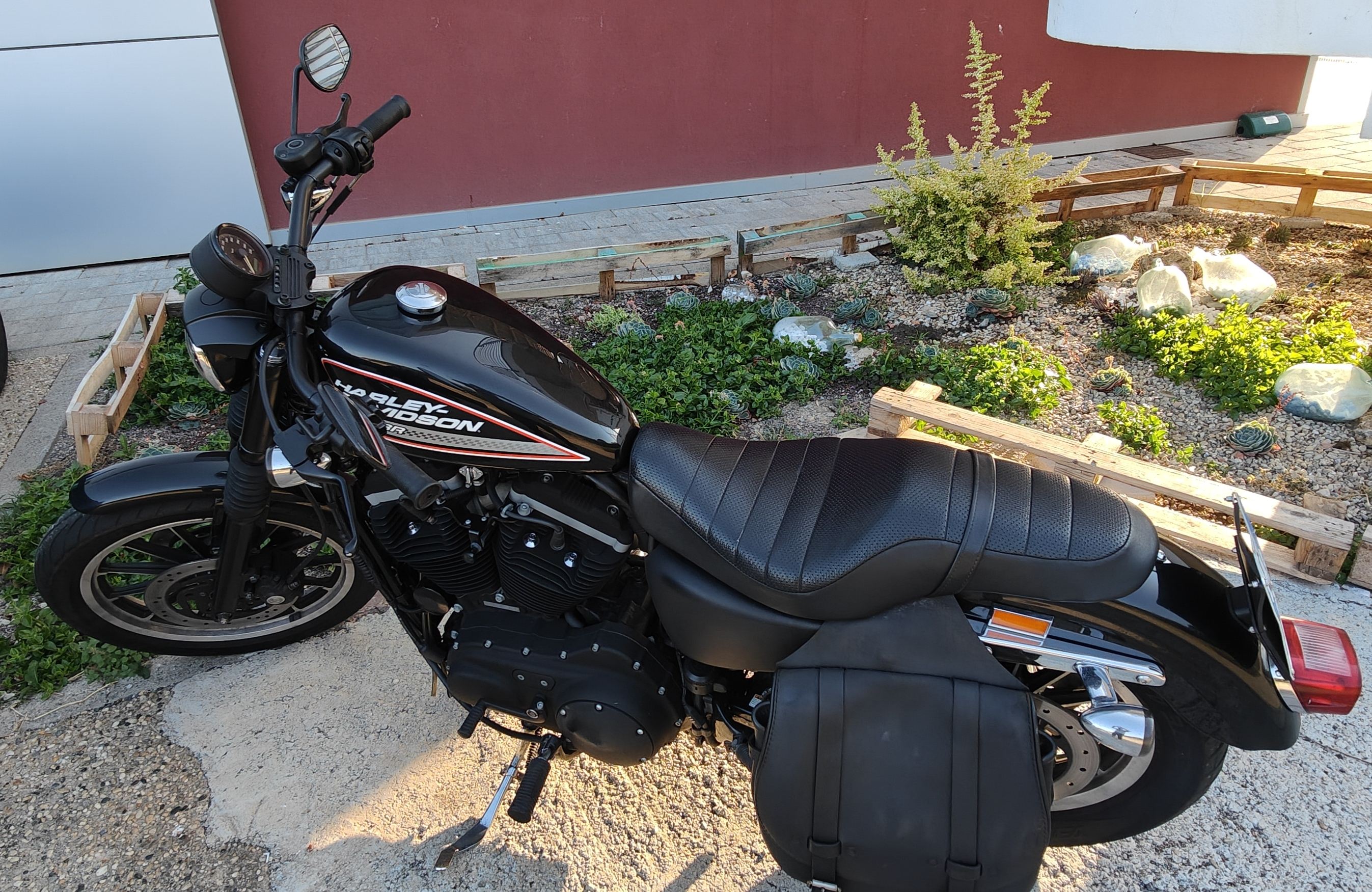
Una 883 R immatricolata 2006

La successiva grande svolta nella storia della Sportster è stato l'abbandono del carburatore in favore dell'iniezione elettronica (dal gennaio 2007), come avvenuto sul resto della gamma Harley, al fine di rispettare le normative americana ed europea in tema di emissioni e consumi, fatto di per sé epocale e oggetto di critiche da parte della clientela più tradizionalista.

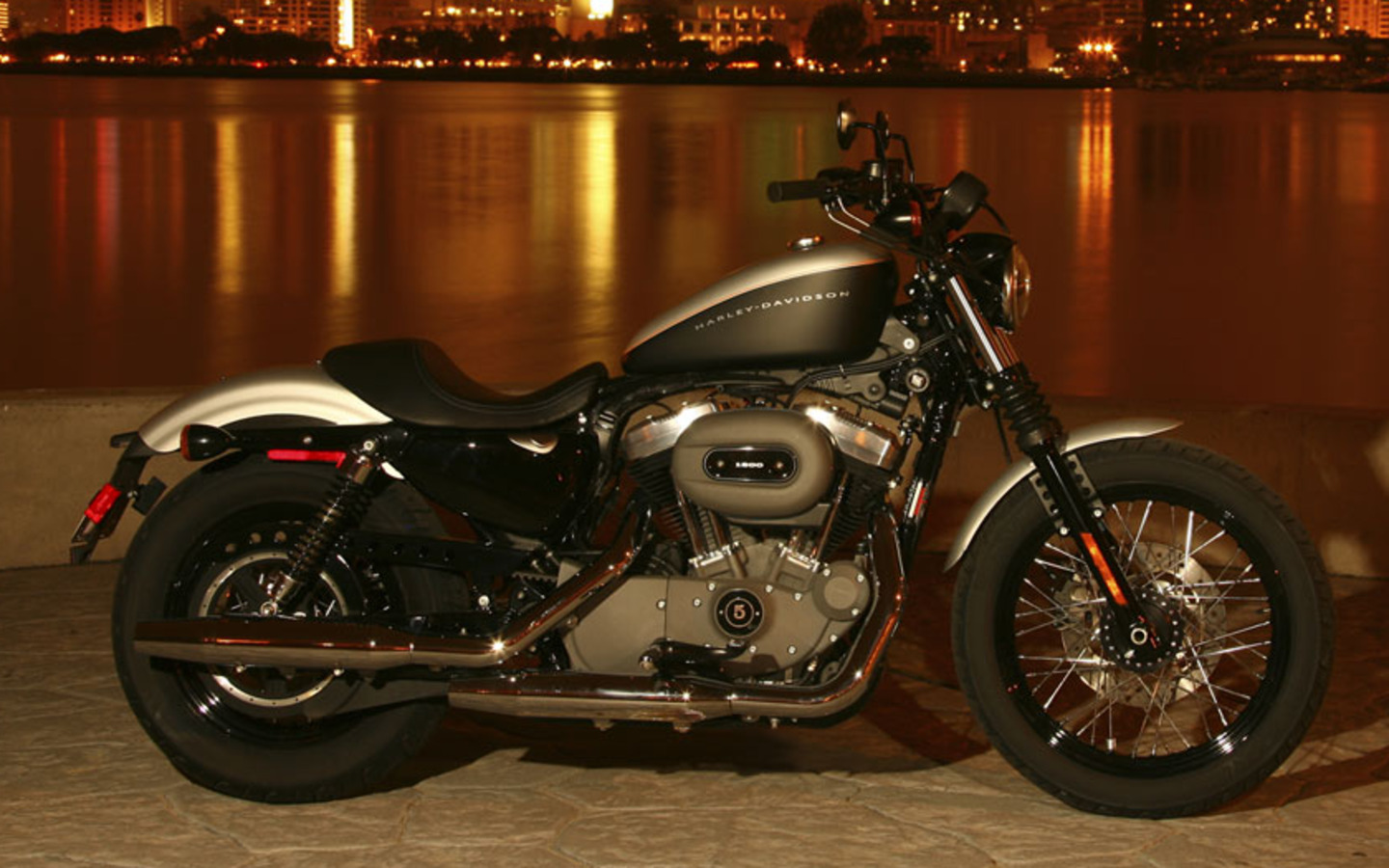
XL1200N Nightster del 2008

L'anno successivo, 2008, arriva nella famiglia Sportster un modello dal look seducente, il Nightster (XL1200N), che ricorda le naked trasformate degli anni '60. Minimalista, doppia colorazione, serbatoio piccolo, sella bassa, lo rendono un mezzo maneggevole e particolarmente adatto sia in ambiente urbano che per spostamenti brevi. 

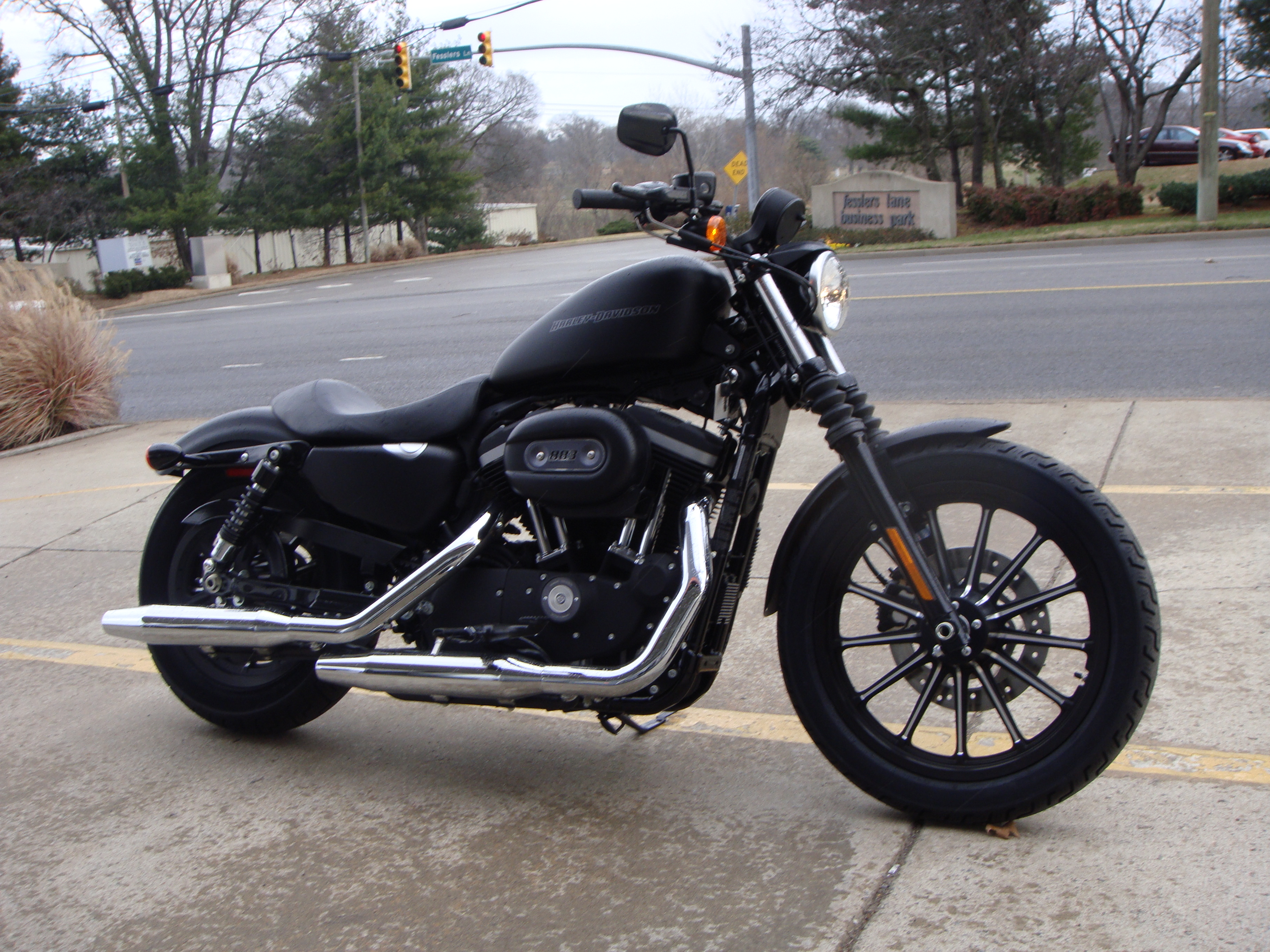
XL883N Iron del 2009

Nel 2009 viene rilasciata anche una versione più piccola del Nightster, la XL883N "Iron 883".
Nel 2010 alla famiglia Sportster si aggiunge un nuovo modello, il Forty-Eight (XL1200X 48), sempre con motore Evolution 1202 cm³, caratterizzata dal particolare serbatoio peanut di ridotta capacità (8 litri), sospensioni ribassate e specchietti sotto il manubrio, che uniti a colorazioni brillanti Hard Candy Custom, gli hanno permesso in pochissimo tempo di diventare la seconda HD più venduta sul mercato italiano dopo la iconica 883.
Un paio di anni dopo HD introduce la Seventy-Two (XL1200V 72), ispirata ai chopper degli anni '70, la quale spicca per personalità delle rifiniture, con verniciature con schegge di metallo Hard Candy Custom, serbatoio peanut di ridotta capacità, fasce bianche agli pneumatici, e il solito affidabile motore Evolution da 1202 cm³.
L'utilizzo del propulsore Evolution sulla Sportster perdura, pur con vari aggiustamenti, sin dal 1986, nonostante questo motore (nella versione da 1.338 cc) sia venuto meno sui modelli più grandi già nel 1999: ciò a testimonianza della bontà del progetto Evolution e dell'affidabilità di tale famiglia di propulsori.
Dal 2014 tutta la famiglia Sportster (come del resto tutta la produzione HD) viene dotata di ABS, migliorando la frenata, che comunque non resta un punto di forza del modello.

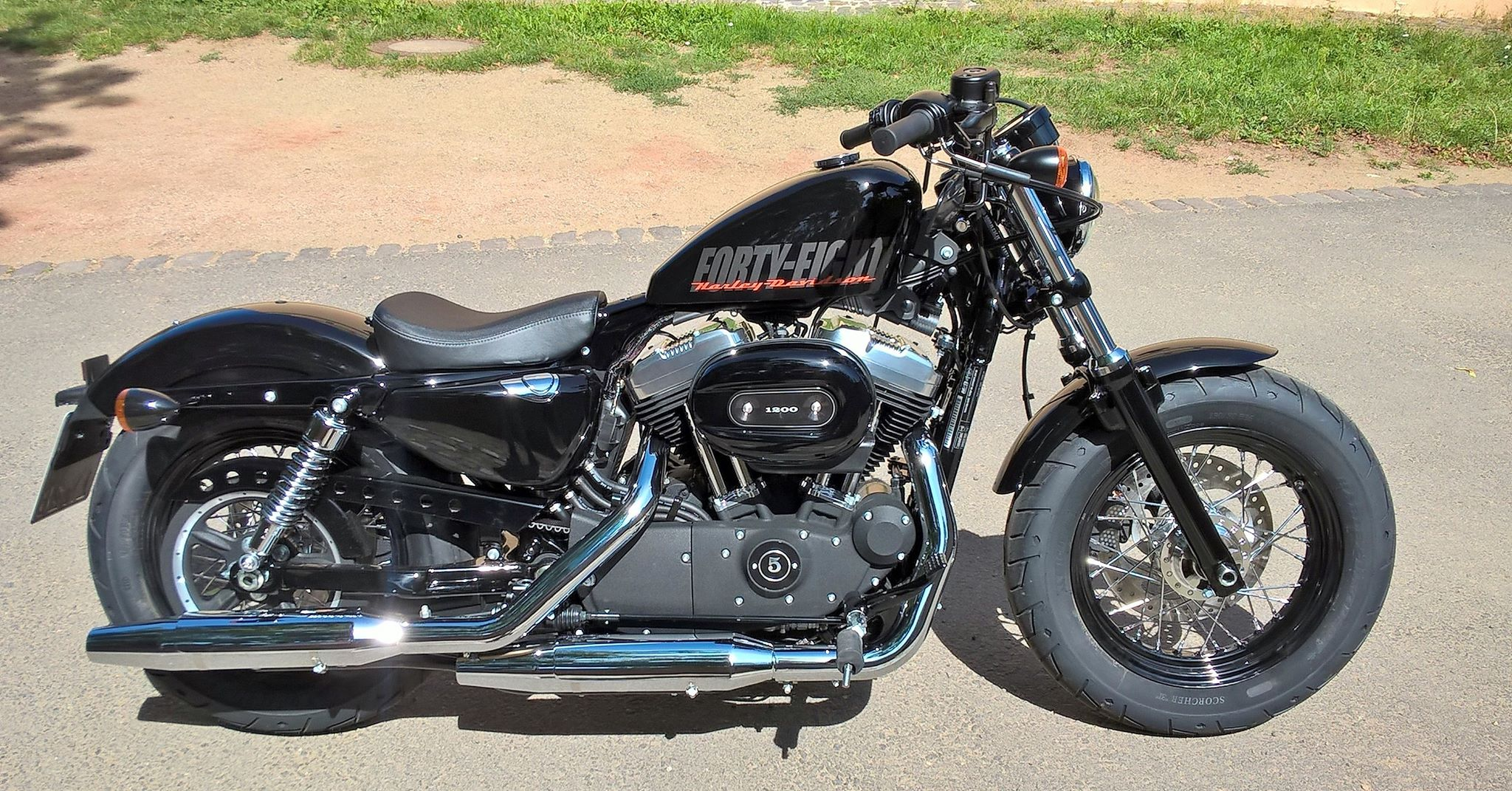
XL1200X Forty-Eight del 2015

Il 2015 vede a catalogo HD, nella famiglia Sportster, i seguenti modelli: 883R dalla sella lunga e trapuntata, l'Iron 883 dalle colorazioni opache, il Superlow con doppia colorazione, altezza sella ribassata e serbatoio da 17 litri come le grandi 1200. Con questa motorizzazione (1202 cm³) ci sono la 1200 Custom classica con pedane avanzate (disponibile in 3 varianti, diverse opzioni colore e manubri), il Superlow 1200T con borse laterali di serie, parabrezza e pedane centrali, il Forty-Eight ed il Seventy-Two.
Nel 2021 viene presentata la Sportster S 2021, modello completamente inedito che sostituisce dopo 37 anni la piattaforma Evolution. Il motore è un V-Twin Revolution Max 1250T a corsa corta (105×72,3 mm le misure di alesaggio e corsa) da 122 cavalli a 7.500 giri, mentre la coppia massima di ben 127 Nm è ottenuta a 6.000 giri.
Nella fine del 2022 viene segnata la fine della produzione dei modelli di gamma Sportster più amati dagli appassionati. L'evento è stato celebrato con una foto dell'ultima 883 di Milwaukee firmata da tutti i dipendenti che l'hanno costruita.

## Sport
Come dice il nome stesso, la Sportster nacque anche e soprattutto per l'utilizzo nelle gare sportive, sia da parte di privati che da parte della Casa in gare ufficiali (ad esempio nel 'Dirt Track' o in gare su pista).
Inizialmente il propulsore 'Iron head' per uso sportivo era proposto nelle cilindrate di 750 cm³ e 1.000 cm³; i modelli sportivi da gara solitamente utilizzavano la sigla XR per distinguerli dalle versioni stradali, denominate XL.
In seguito all'abbandono dei vecchi propulsori sulla XR, la Sportster ha continuato a gareggiare soltanto in gare e trofei minori, condotta da piloti privati; ad esempio da molti anni vengono organizzati trofei sportivi monomarca, anche in Europa e dal 2008 in Italia, con la versione XR1200R, ovvero la versione Racing della Sportster 1.202 cm³ motorizzata Evolution. A livello di mercato, dal 2009 e fino al 2012, la Casa ha prodotto un modello omologato per l'uso su strada dello Sportster XR1200 e successivamente anche una versione evoluta dello stesso, denominata XR1200X: questa è stata in assoluto la versione di serie più sportiva mai prodotta dello Sportster, caratterizzata inoltre da una specifica preparazione del motore Evolution 1.202 cm³ in grado così di erogare 91 CV (67 kW) di potenza alla ruota a 7000 giri e 10,2 kgm (100 Nm) di coppia a 3700 giri.

## Curiosità
La cilindrata del modello base della Sportster, 883 cmc, ispirò il nome del gruppo musicale 883, fondato dai pavesi Max Pezzali e Mauro Repetto, grandi appassionati di motociclette di ogni genere (Max Pezzali è anche socio di una concessionaria autorizzata Harley a Pavia).
Nel film del 1996 "Fuga da Los Angeles" diretto da John Carpenter, il personaggio principale Jena Plissken interpretato da Kurt Russell, in una scena d'azione si trova a tentare di fuggire a bordo di una Harley Davidson Sportster, inseguito da dei nemici anche loro a bordo della stessa moto. In una delle copertine ufficiali del film riportano l'immagine di Kurt Russel a bordo della Sportster.
Una curiosità sul nome dietro ai modelli Forty-eight e Seventy-Two. Sebbene il nome 72 possa sembrare un ovvio riferimento a un anno sul calendario, in realtà si identifica con la vecchia Route 72. Questa strada è meglio conosciuta come Whittier Blvd. a East Los Angeles, il luogo di nascita di choppers, customs e cruisers e un centro culturale per i messicani americani e gli autoproclamati chicanos.
Il nome 48 è invece dipeso dall'anno in cui venne introdotto il serbatoio "peanut", utilizzato originariamente sulla Harley-Davidson 125 s.